# Microtachycines
Microtachycines is een geslacht van rechtvleugeligen uit de familie grottensprinkhanen (Rhaphidophoridae). De wetenschappelijke naam van dit geslacht is voor het eerst geldig gepubliceerd in 1992 door Gorochov.

## Soorten
Het geslacht Microtachycines  is monotypisch en omvat slechts de volgende soort:
- Microtachycines tamdaonensis (Gorochov, 1992)